# Peter-John Vettese
Peter-John Vettese (15 de agosto de 1956) fue el tecladista de Jethro Tull entre los años 1982 y 1985.